# Гейл (округ, Техас)
Шаблон:StateAbbr_ 34°04′ пн. ш. 101°50′ зх. д. / 34.07° пн. ш. 101.83° зх. д.
Округ Гейл (англ. Hale County) — округ (графство) у штаті Техас, США. Ідентифікатор округу 48189.

## Історія
Округ утворений 1888 року.

## Демографія
За даними перепису 2000 року загальне населення округу становило 36602 осіб, зокрема міського населення було 27824, а сільського — 8778. Серед мешканців округу чоловіків було 18518, а жінок — 18084. В окрузі було 11975 домогосподарств, 9142 родин, які мешкали в 13526 будинках. Середній розмір родини становив 3,32.
Віковий розподіл населення поданий у таблиці:
| Стать    | До 15 років | 15-21 | 22-29 | 30-39 | 40-49 | 50-65 | 65-85 | Понад 85 |
| -------- | ----------- | ----- | ----- | ----- | ----- | ----- | ----- | -------- |
| Чоловіки | 4671        | 2464  | 2077  | 2710  | 2354  | 2277  | 1776  | 189      |
| Жінки    | 4479        | 2104  | 1819  | 2352  | 2193  | 2389  | 2299  | 449      |

## Суміжні округи
- Свішер — північ
- Флойд — схід
- Кросбі — південний схід
- Лаббок — південь
- Гоклі — південний захід
- Лемб — захід
- Кастро — північний захід

## Виноски
1. ↑  U.S. Decennial Census. United States Census Bureau. Архів оригіналу за 12 травня 2015. Процитовано 28 квітня 2015.
2. ↑  Texas Almanac: Population History of Counties from 1850–2010 (PDF). Texas Almanac. Архів оригіналу (PDF) за 26 лютого 2015. Процитовано 28 квітня 2015.
3. ↑  State & County QuickFacts. United States Census Bureau. Архів оригіналу за 18 жовтня 2011. Процитовано 17 грудня 2013.(англ.) Наведено за англійською вікіпедією.
4. ↑  American FactFinder. Бюро перепису населення США. Архів оригіналу за 21 травня 2008. Процитовано 31 січня 2008.

| США | Це незавершена стаття з географії США. Ви можете допомогти проєкту, виправивши або дописавши її. |